# NGC 992
NGC 992 is een spiraalvormig sterrenstelsel in het sterrenbeeld Ram. Het hemelobject werd op 6 september 1886 ontdekt door de Amerikaanse astronoom Lewis A. Swift.

## Synoniemen
- PGC 9938
- UGC 2103
- A 0234+20
- MCG 3-7-35
- ARAK 88
- ZWG 462.35
- IRAS02345+2053